# Unsteady
《unsteady》為林原惠的第25張單曲，於2000年10月25日發行。
由King Records發行、販賣（KIDA-204）。

## 概要
- 收錄的兩首歌皆為電視動畫《無敵王Tri-zenon》的主題曲，不過因為電視動畫開始播映時間為10月的第2週，算是有點晚了，所以變成動畫開始之後馬上發行這張單曲。
- 除了過去作品的重編曲版本外，在這首歌之後一直到2008年發行的《Plenty of grit》為止，都沒有佐藤英敏負責的樂曲。
- CD包裝為雙A面單曲（12cm）的規格，但CD本體為8cm。

## 内容
1. unsteady [4:31]
  - 作詞：MEGUMI、作曲：佐藤英敏、編曲：五島翔
  - TBS系電視動畫『無敵王Tri-zenon』片頭曲
2. lost in you [4:22]
  - 作詞：MEGUMI、作曲：佐藤英敏、編曲：堀隆
  - TBS系電視動畫『無敵王Tri-zenon』片尾曲
3. unsteady（OFF VOCAL VERSION）
4. lost in you（OFF VOCAL VERSION）

## 收錄專輯
- unsteady
『feel well』
- lost in you
『feel well』